# Nadace Naše dítě
Nadace Naše dítě (NND) byla založena v 1.10.1993 Zuzanou Baudyšovou, která se o rok později zasloužila také o vznik první celostátní bezplatné Linky bezpečí. V dubnu 2001 doplnila Linku bezpečí i Rodičovská linka a v září 2003 Linka vzkaz domů pro pohřešované děti a děti na útěku. V roce 2004 předala nadace správu těchto linek Sdružení Linka bezpečí. Nadace se dlouhodobě objevuje v žebříčku 100 nejobdivovanějších firem.

## Principy Nadace Naše dítě
Cílem NND je poskytování pomoci dětem týraným, zneužívaným, handicapovaným, opuštěným, ohroženým dětem, které se ocitnou v obtížné životní situaci. Svou pomoc NND nabízí prostřednictvím finanční podpory, právního poradenství, osvětové činnosti, prosazováním legislativních změn a dalšími způsoby. Spolupracuje s řadou mezinárodních organizací a je součástí programů ochrany dětí v rámci Evropské unie.

## Přerozdělování
Na základě individuálních žádostí je ročně přerozděleno cca 12 mil. Kč. K této částce výrazně přispívá dlouhodobý charitativní projekt 5 000 000 Kč pro Dětský úsměv, který nadace realizuje se společností ROSSMANN.

## Linka právní pomoci
V roce 2004 byla zahájena činnost Linky právní pomoci, na které advokáti z České advokátní komory poskytují bezplatné právní rady.
Linka právní pomoci je v provozu každou středu od 14 do 18 hodin na telefonním čísle 777 800 002.
Linka právní pomoci získala za bezplatné právní poradenství ocenění České advokátní komory. Nejčastější dotazy, na které advokáti na Lince právní pomoci odpovídají, se týkají především rozvodových a rozchodových sporů a následné péče o dítě.  I na základě tohoto faktu se v roce 2016 zrodila nová osvětová kampaň nadace s názvem Myslete na děti, která apeluje na rodiče, kteří prochází rozlukou, aby v době rozvodu mysleli především na své děti.

## Osvětové kampaně
Nadace se osvětovými kampaněmi zabývá již řadu let. Mezi kampaně Nadace Naše dítě s celorepublikovou působností patří Červené nosy, STOP týrání dětí, Dejme týrání dětí červenou kartu anebo Dětská samota. Na nebezpečí na internetu upozorňuje nadace prostřednictvím kampaně Bezpečný internet. Mezi lety 2007 – 2012 provozovala linku Internet Hotline, která pomáhala zamezit šíření dětské pornografie. V současné době nadace šíří osvětovou kampaň s názvem Myslete na děti.